# Cyril Gautier
Cyril Gautier (Plouagat, Costes del Nord, 26 de setembre de 1987) fou un ciclista francès, professional des del 2007 fins al 2022.
Els bons resultats obtinguts el 2008, en què guanyà el campionat d'Europa en ruta sub-23, li permeteren fitxar el 2009 per un equip ProTour com el Bouygues Telecom.

## Palmarès
- 2008
  - Campió d'Europa en ruta sub-23
  - Vencedor d'una etapa de la Kreiz Breizh Elites
- 2010
  - 1r a la Ruta Adélie de Vitré
- 2013
  - 1r al Tour de Finisterre
- 2014
  - Vencedor d'una etapa del Tour del Llemosí
- 2016
  - 1r a la París-Camembert
- 2014
  - Vencedor d'una etapa del Tour del Llemosí

### Resultats al Tour de França
- 2010. 45è de la classificació general
- 2011. 43è de la classificació general
- 2012. 61è de la classificació general
- 2013. 32è de la classificació general
- 2014. 25è de la classificació general
- 2015. 34è de la classificació general
- 2016. 68è de la classificació general
- 2017. 48è de la classificació general
- 2020. 78è de la classificació general
- 2021. 81è de la classificació general

### Resultats a la Volta a Espanya
- 2015. 58è de la classificació general